# Okamura Homare
Okamura Homare (岡村ほまれ; Tokió, 2005. május 9. –) japán énekesnő, táncosnő és modell. A Morning Musume 15. generációs tagja.

## Élete
Okamura Homare 2005. május 9-én született Tokióban, Japánban.
2014 és 2017 között a JENNI modellje volt, 2018-tól modellkedett az INGNI-nek is. Tagja volt a Tamakko Bubbles nevű tánciskolának, melyen keresztül szerepet kapott az Otabe “Kotabe” 2015-ös reklámfilmjében.
2018 tavaszán szerepelt a Geo Production “Lovelys ~Kimi no Mayoi Michi~” színpadi produkciójában, melynek Kuno Risako-t alakította.
2019. június 22-én Kitagava Rio és Jamazaki Mei mellett 15. generációs tagként csatlakozott a Morning Musuméhez.
2020. július 10-én kiadta első fotókönyvét. Augusztus 6-án születésnapi koncertet tartott.

## Filmográfia

### Színház
- [2018] Lovelys ~Kimi no Mayoi Michi~ (ラブリーズ～君の迷い道～)

### Reklámok
- [2015] Otabe "Kotabe" (おたべ「こたべ」)

### TV-műsorok
- [2019–] Hello! Station (ハロ！ステ)
- [2019–] Upcoming
- [2019–] tiny tiny
- [2019–] OMAKE CHANNEL
- [2019] Hello Pro Kouhaku Taiko THE☆BATTLE 2019 (ハロプロ紅白対抗 ザ☆バトル2019)
- [2019–2020] Hello Pro ONExONE (ハロプロ ONE×ONE
- [2020] Hello Pro no Oshigoto Challenge! 2 (ハロプロのお仕事チャレンジ!2)
- [2020] Hello! Project presents... "Solo Fes!"

## Publikációk
- Homare (2020.07.10)
- Morning Musume. 15ki OFFICIALBOOK2019-2021 (モーニング娘。15期　OFFICIALBOOK2019-2021) (2021.07.09.)